# پایگاه هوایی چانگی
پایگاه هوایی چانگی (به انگلیسی: Changi Air Base) یک فرودگاه نظامی است که یک باند فرود بتن دارد و طول باند آن ۴۰۰۰ متر است. این فرودگاه در کشور سنگاپور قرار دارد و در ارتفاع ۷ متری از سطح دریا واقع شده‌است.

## نگارخانه

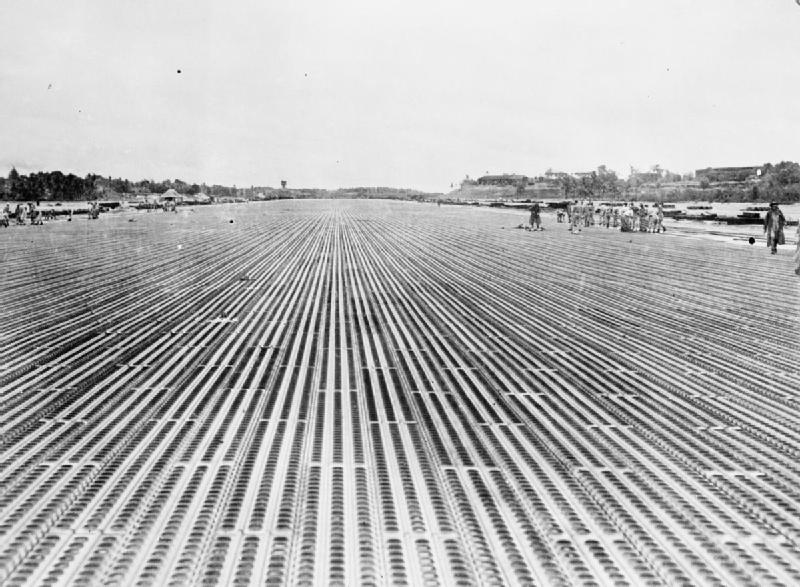
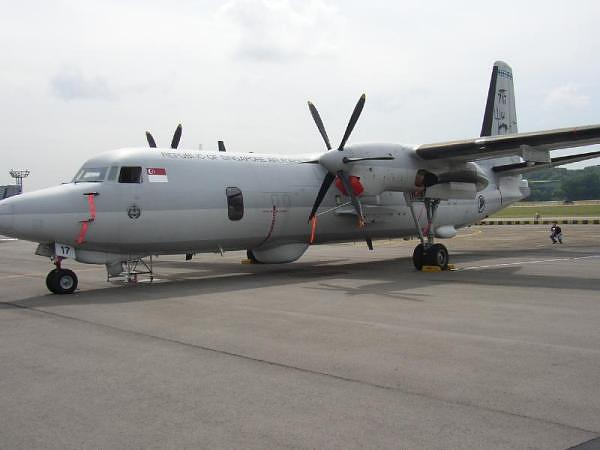
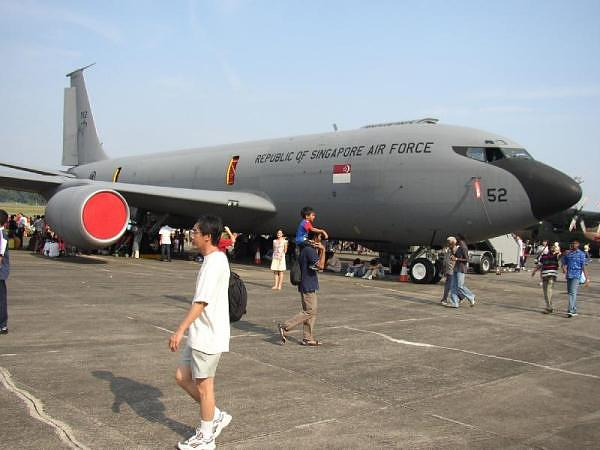